# My Cousin
Pour les articles homonymes, voir Cousin.
Pour plus de détails, voir Fiche technique et Distribution.
My Cousin est un film muet dramatique américain en noir et blanc réalisé par Edward José et sorti en 1918.

## Fiche technique
- Titre original : My Cousin
- Producteurs : Adolph Zukor, Jesse L. Lasky
- Production : Famous Players-Lasky

## Distribution
- Enrico Caruso : Tommasso Longo / Cesare Caroli
- Henry Leone : Roberto Lombardi, le riche épicier
- Carolina White : Rosa Ventura
- Joseph Riccardi : Pietro Ventura, le père de Rosa
- A.G. Corbelle : Luigi Veddi
- Bruno Zirato : un secrétaire
- Will H. Bray : Ludovico